# Deutscher Bauernbund (1885–1893)
Der Deutsche Bauernbund war eine Interessensvertretung von Bauern, die vor allem in Preußen aktiv war. 1893 traten die meisten Mitglieder in den Bund der Landwirte über.

## Geschichte
Die Vereinigung war eine von preußischen Junkern geführte politische Organisation, die ihnen eine Massenbasis in der Bauernschaft sichern sollte. Sein relativ begrenzter Anhang konzentrierte sich in einigen Provinzen Preußens. Der Verein führte mit seiner Auflösung 1893 die Mehrheit der Mitglieder dem Bund der Landwirte (BdL) zu.
Es bestand keine Kontinuität mit dem Deutschen Bauernbund der Jahre 1909 bis 1927 oder dem gegenwärtigen Deutschen Bauernbund e.V.